# Roy Hawkins
Roy Theodore Hawkins (* 7. Februar 1903 in Jefferson, Marion County, Texas; † 19. März 1974 in Compton, Kalifornien) war ein US-amerikanischer Bluespianist, Sänger und Songwriter, der dem West Coast Blues zugerechnet wird. Über sein Leben ist wenig bekannt.
Geboren in Texas spielte Hawkins nach dem Zweiten Weltkrieg in Clubs in Oakland und Richmond in Kalifornien, wo ihn der Produzent Bob Geddins entdeckte. 1947/48 machte Hawkins seine ersten Aufnahmen. Mit Why Do Everything Happen to Me (1950) und The Thrill Is Gone (1951) hatte er zwei Hits.
In den Song Why Do Everything Happen to Me – später von James Brown neu eingespielt – verarbeitete Hawkins einen Autounfall, nach dem sein (je nach Quelle rechter oder linker) Arm gelähmt blieb. Als B. B. King 1970 mit The Thrill Is Gone einen Hit (Platz 15 in den US-Popcharts) hatte, wurde zunächst der Komponist falsch angegeben. Auch Ray Charles hatte mit einem Song von Hawkins – Bad Luck Is Falling – Erfolg.
Bis auf die erhaltenen Aufnahmen ist über Roy Hawkins’ weiteres Leben wenig bekannt. Er starb 1974 in Kalifornien.